# Helene Stähelin
Helene Stähelin (Wintersingen, 18 de julho de 1891 – Basileia, 30 de dezembro de 1970) foi uma matemática e ativista da paz suíça.
Entre 1948 e 1967 foi presidente a seção suíça da Liga Internacional de Mulheres pela Paz e Liberdade e sua representante no Swiss Peace Council.

## Vida e carreira
Helene Stähelin foi uma dos doze filhos do pastor Gustav Stähelin (1858–1934) e sua mulher Luise, née Lieb. Em 1894 a família mudou-se para Wintersingen. Helene Stähelin frequentou a Töchterschule em Basileia e a Universidade de Basileia e Universidade de Göttingen. Em 1922 lecionou matemática e ciências naturais no Töchterinstitut em Ftan. Em 1924 obteve um doutorado na Universidade de Basileia, com a tese Die charakteristischen Zahlen analytischer Kurven auf dem Kegel zweiter Ordnung und ihrer Studyschen Bildkurven, orientada por Hans Mohrmann e Otto Spiess.
Em 1926 tornou-se membro da Swiss Mathematical Society.
Após aposentar-se retornou para Basileia, onde auxiliou durante diversos anos a edição de Otto Spiess das cartas da família Bernoulli.